# Domenico Zipoli
Domenico Zipoli (Prato, Gran Ducado de Toscana, 17 de octubre de 1688 – Córdoba, Virreinato del Perú, Imperio Español 2 de enero de 1726) fue un compositor ítalo-español del Barroco.
Está considerado como el compositor europeo más famoso que haya viajado hacia América durante el período virreinal, y también el músico más dotado que haya contribuido a las misiones jesuíticas en el continente.

## Biografía
Desde 1707 estudió en Florencia con Giuseppe Maria Orlandini, bajo el patrocinio de Cosme de Médicis, Gran Duque de Toscana. Durante un breve período estudió en Nápoles con Alessandro Scarlatti, para trasladarse luego a Bolonia, donde trabajó a las órdenes del padre Felipe Lavinio Vannucci. En 1709 completó su formación musical con Bernardo Pasquini en Roma, hasta la muerte de este último. Luego permaneció en la ciudad, donde ocupó varios cargos, el más importante de los cuales fue el de organista de la Chiesa del Gesú.
Durante los primeros meses de 1716, Zipoli viajó a Sevilla, donde comenzó su noviciado, ingresando  el 1 de julio en la Provincia jesuítica del Paraguay. El año siguiente se estableció en Córdoba, Argentina. Allí completó sus estudios en teología y filosofía, como preparación para ser ordenado sacerdote. Debido a que la sede obispal de Córdoba se encontraba vacante, la ceremonia nunca se llegó a realizar. Falleció en 1726 debido a una enfermedad infecciosa, probablemente tuberculosis, aunque no se conoce ninguna prueba al respecto.

## Contexto histórico
Contemporáneo de Bach, Händel y Scarlatti, es difícil comprender cabalmente la vida y el legado de Zipoli fuera del contexto histórico de la época virreinal.
Cuando en 1716, merced al presunto apoyo económico de María Teresa Strozzi, princesa de Forano, se efectuó la primera edición de sus "Sonate d'Intavolatura per órgano e cimbalo", Zipoli era uno de los muchos compositores respetados de Roma.
Para la historia de la música europea, luego de esta publicación, Domenico Zipoli "desaparece" del escenario cultural, y teniendo en cuenta las limitaciones mediáticas e informativas de la época, la "ausencia" de Zipoli fue total.
Tanto es así, que hasta ya avanzado el siglo XX todavía se dudaba si "cierto hermano jesuita llamado Domingo Zipoli" tenía alguna relación con el autor europeo de las sonatas para órgano y cémbalo, su obra europea más conocida.
Las razones de este salto cultural permanecerán para siempre en la sombra. Es altamente posible, sin embargo, que Zipoli haya sufrido una crisis religiosa, y haya decidido ofrendar lo mejor de sí —la música— a Dios. Dada la fama musical y religiosa que tenían las reducciones jesuíticas de guaraníes, es comprensible que haya decidido ingresar en la Compañía de Jesús y viajar a Sudamérica a fin de convertirse en misionero.
Una versión más terrenal ha sugerido que la huida de Zipoli de los círculos culturales romanos podría deberse a una relación socialmente inaceptable con su mecenas, la princesa de Forano. Sin embargo, no existe evidencia que así lo sugiera.
En los ocho años y cinco meses de actividad en Córdoba, capital de la provincia jesuítica del Paraguay, Zípoli compuso una cierta cantidad de música que luego se enviaba, por medio de emisarios, a los treinta pueblos que formaban parte de las Reducciones. Cuando España ordenó la expulsión de los jesuitas, en 1767, la mayor parte de sus composiciones permanecieron en los pueblos, y finalmente se perdieron cuando se destruyeron los mismos.

### El redescubrimiento de Zipoli
En 1941, el musicólogo uruguayo Lauro Ayestarán propuso, por primera vez, que el hermano jesuita Domingo Zipoli y el compositor italiano del mismo nombre eran la misma persona. Veinte años más tarde, y tras sonado debate, la propuesta fue aceptada. Mientras, el historiador jesuita Guillermo Furlong  y el estudioso alemán Francisco Curt Lange  se ocuparon activamente de la vida y obra de Zipoli.
Más adelante, en 1948, la antropóloga y etnomusicóloga boliviana, Julia Elena Fortún encontró y fichó los manuscritos de música colonial del Convento de San Felipe Neri y de la Catedral de Sucre. Por gestiones personales de Fortún, estos manuscritos fueron adquiridos por UNESCO para el Archivo Nacional de Bolivia, bajo la dirección de Gunnar Mendoza, hoy Archivo y Biblioteca Nacionales de Bolivia en Sucre. En 1959, el musicólogo estadounidense Robert Stevenson halló, entre esta documentación, copias de una misa en fa mayor atribuida a Zipoli y copiada en Potosí en 1784, probablemente a partir de fuentes jesuíticas locales; hoy sabemos que esta obra es en realidad un arreglo local basado en otras dos misas del compositor, que aparecieron posteriormente. En 1968, el musicólogo chileno Samuel Claro visitó el pueblo de San Ignacio de Moxos (actual Beni, al Oriente de Bolivia), donde halló una Letanía lauretana  y un Tantum Ergo   de Zipoli. 
En 1972, el arquitecto alemán Hans Roth, enviado por los jesuitas de Suiza para restaurar la iglesia misional de San Rafael de Velasco, al notar el deterioro de otros templos misionales, extendiendo su permanencia en la Chiquitanía por 30 años. Durante su estadía, descubrió las partituras de música, halladas en las iglesias misionales de Santa Ana de Velasco y San Rafael de Velasco, por lo que lideró también su ardua recuperación; unos 2500 folios y hoy forman el Archivo Musical de Chiquitos, sito en Concepción (Santa Cruz). Allí fue descubierto el grueso de la obra de Zipoli conservada en Hispanoamérica, incluyendo dos misas, dos salmos, cuatro himnos, cinco antífonas y otras obras. Algunas composiciones de Zipoli fueron editadas primero por Luis Szarán (Asunción del Paraguay). Enseguida, Bernardo Illari editó toda la obra de Zipoli, la cual fue recuperada íntegramente en conciertos organizados en Córdoba (Argentina) en 1988, en conmemoración del tricentenario del compositor. Desde 1996 el Festival Internacional de Música Renacentista y Barroca Americana, conocido también como Festival Misiones de Chiquitos, es un evento cultural y musical de Bolivia, que se desarrolla bianualmente en las regiones de la Chiquitania y Moxos, y donde las composiciones de Zipoli son interpretadas por coros y orquestas de todo el mundo. Este festival internacional, organizado por la Asociación Pro Arte y Cultura (APAC) es considerado como el festival más grande del mundo en su género, así como uno de los acontecimientos musicales más importantes de Bolivia.

### Archivo musical de Chiquitos
El Archivo Musical de Chiquitos documenta musicalmente la presencia jesuítica en el territorio de la región de la Chiquitania boliviana.
Entre 1989 y 1993, un equipo de musicólogos argentinos formado por Irma Ruiz, Gerardo Huseby, Bernardo Illari, Waldemar Roldán y Leonardo Waisman, comenzó a trabajar en el ordenamiento, transcripción y estudio del Archivo Musical de Chiquitos como parte de un proyecto mayor en el que se intenta combinar la antropología y la historia de la música para comprender los procesos de aculturación sufridos por los indígenas chiquitanos a partir de su reducción por los misioneros jesuitas en el siglo XVIII. El proyecto contó con el apoyo del Instituto Boliviano de Cultura, fundado por la antropóloga y etnomusicóloga boliviana Julia Elena Fortún, a través del Director Nacional de Música, Carlos Seoane Urioste, y la Jefa de Investigaciones de dicho organismo, la historiadora boliviana María Eugenia Soux y del CONICET. Los musicólogos crearon un catálogo completo y sistemático del Archivo Musical de Chiquitos. Partiendo de las pautas y convenciones establecidas por Burkhardt, los responsables del catálogo optaron por dos enfoques simultáneos: por un lado, organizar las obras por géneros en las carpetas de fotocopias; por otro lado, reconstruir los cuadernillos originales siguiendo criterios históricos, como paso inicial hacia su adecuada restauración.
En el museo de Concepción, donde está el Archivo Musical de Chiquitos, se conservan 5.500 piezas musicales, de los cuales se han publicado 20 tomos de partituras con vísperas, salmos e incluso óperas. Entre los hallazgos musicales se encuentran también sonatas y sinfonías traídas de Europa, pero adaptadas a la costumbre indígena.7 Las canciones se caracterizan por sus mensajes litúrgicos, y según el director de la Orquesta de Cuerdas de la Escuela de Música de Santa Ana de Velasco, Rubén Darío Suarez, mayoría de las obras pertenecen al músico italiano Domenico Zipoli y a otros autores anónimos.

## Producción musical

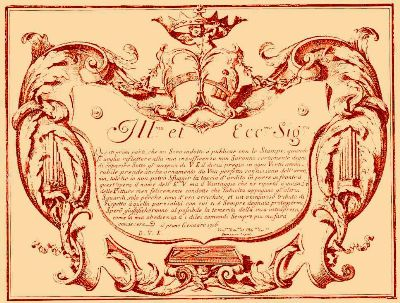
Dedicatoria de la Sonate d'Intavolatura per Órgano e Cimbalo de Domenico Zipoli.

### Música del período europeo